# Fiat 500 Blackjack
La edición especial y limitada Fiat 500 Blackjack, también denominada 500 Matt Black, fue presentada en septiembre de 2010 en el Salón del Automóvil de París. Se comercializó en carrocería berlina y se basa en el Fiat 500 Sport. Se caracteriza por una poco frecuente pintura negra opaca, vista en ese momento en contados automóviles como los Lancia Delta Hard Black y Lancia Ypsilon Momo Design, también del mismo grupo automovilístico. Las primeras fotografías oficiales fueron hechas públicas en julio de 2010. Se puso a la venta en los principales mercados europeos en septiembre de 2010. En el momento de su comercialización su precio según motorizaciones estaba comprendido en España entre 15.250 € y 18.250 €. En el Reino Unido su precio partía de las 12.165 £, podía contar con algunas de las motorizaciones usadas para la edición en el continente y las 200 unidades limitadas para ese mercado podían ser adquiridas exclusivamente por Internet.

## Características

### Motorizaziones
Según mercados, la edición puede equipar los motores 0,9 TwinAir de 85 CV, 1.2 FIRE de 69 CV, 1.4 FIRE de 100 CV o 1.3 JTD de 95 CV con cajas de cambio manuales u, opcionalmente según motorización, secuenciales robotizadadas Dualogic.

### Exterior
El exterior, en tonos oscuros con detalles en color rojo, presenta una estética más agresiva y deportiva que otros Fiat 500. Está pintado en un color negro mate específico de la edición. Es el primer automóvil de su segmento en ofrecer esa posibilidad cromática al requerir un proceso especial y complejo de fabricación, estando hasta ese momento reservada a automóviles de categorías superiores. Los elementos cromados habituales en el modelo han sido sustituidos por un acabado satinado de color negro brillante en las molduras frontales, el portamatriculas, las manillas y las carcasas de los retrovisores. Las llantas son de aleación de 16 pulgadas y están pintadas en color negro opaco con detalles en rojo. Las pinzas de freno son de color rojo para la motorización 1.4 FIRE de 100 CV. Cuenta con alerón posterior y cristales tintados.

### Interior
En el interior predominan también los tonos negros. La plancha del salpicadero es de color negro opaco, siguiendo la misma lógica del exterior. Los asientos, que son deportivos, cuentan con tapicería específica de color negro en tela y piel y, opcionalmente, se puede elegir una tapicería de piel Poltrona Frau en color rojo. Tanto las costuras del volante de piel como el pomo de la palanca de cambios son de color plateado. Para la edición las alfombrillas son específicas en color negro.

### Equipamiento
Todas las unidades de la edición Blackjack están equipadas con climatizador automático, sistema de infoentretenimiento Blue&Me, volante multifunción y radio CD con MP3.